# Holden (motorfietsmerk)

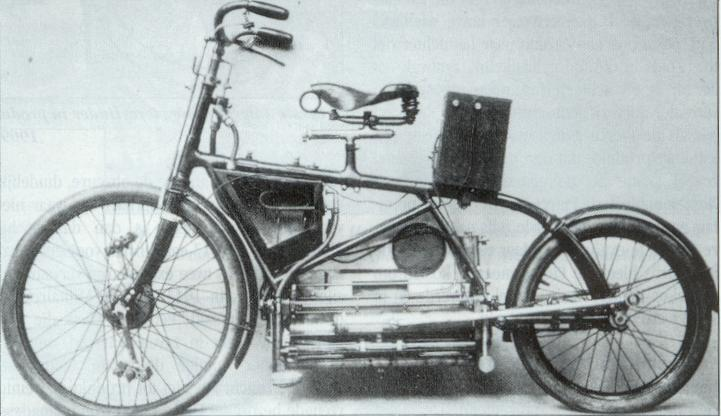
De Holden-viercilinder

Holden is een Brits historisch merk van motorfietsen.
De bedrijfsnaam was: The Motor Traction Co. Ltd., Kennington (London). 

## Geschiedenis
In 1896 bouwde kolonel Henry Capel Holden (1856-1937) een stevig rijwiel dat werd aangedreven door een viercilinder motor. Hij maakte een klein aantal van deze motorfietsen, tot hij besloot ze in serie te gaan produceren. Daarom richtte hij in 1898 The Motor Traction Company op. 

### Rijwielgedeelte
De machine had een zwaar frame waarvan de bovenste buis vanaf het balhoofd via een kromming tot aan het achterwiel liep. De stevige, ongeveerde voorvork bevatte een voorwiel van 60 cm doorsnee dat kon worden rondgetrapt met pedalen, zoals bij een kinderdriewieler. Daarom zat het zadel ook vrij ver naar voren. Achter het zadel zat een groot blok, dat de loodaccu, de stroomverdeler en de bobine bevatte. 

### Motor
De motor was een dwarsgeplaatste viercilinder, die leek op een boxermotor met liggende cilinders, maar hij werkte niet als een boxermotor. Alle zuigers gingen tegelijk dezelfde kant op, zoals bij een 180° V-4. Als beide voorste zuigers in hun bovenste dode punt stonden, bevonden de achterste zuigers zich allebei in het onderste dode punt. De trillingen moeten - doordat de zuigerbewegingen elkaar niet compenseerden - vrij hevig geweest zijn. Boring en slag bedroegen 54 × 115 mm, wat de cilinderinhoud op 1053,5 cc bracht. De motor leverde 3 pk wat een topsnelheid van ca. 40 km/uur mogelijk maakte. Cilinders en cilinderkoppen waren van gietijzer. De inlaatkleppen werkten als snuffelklep, de uitlaatkleppen werden via een ingewikkeld systeem bediend met een nokkenas die werd aangestuurd via een ketting vanaf het achterwiel. In de zijkant van het carter zat een sleuf, waardoor een stift stak die de heen-en-weergaande beweging van de zuigers doorgaf aan een lange drijfstang. Deze drijfstang dreef het achterwiel via een kruk rechtstreeks aan, waarmee Holden eigenlijk dezelfde fout maakte die Hildebrand & Wolfmüller eerder gemaakt hadden. Het achterwiel moest op deze manier als vliegwiel dienen, maar was slechts 50 cm in doorsnee om een goede overbrengingsverhouding te bewerkstelligen.
De brandstofvoorbereiding vond plaats met een simpele oppervlaktecarburateur. In de tank bevond zich een metalen net dat deels in de benzine hing. De bovenste helft van het net zoog zich vol benzine die werd meegenomen door de door de tank gevoerde luchtstroom. Dit benzine/luchtmengsel was niet regelbaar en altijd te rijk. Daarom werd het niet rechtstreeks naar de cilinders gevoerd, maar eerst naar een inrichting achter het balhoofd, waar extra lucht werd toegevoegd. Opmerkelijk was het automatische smeersysteem. Bij de eerste succesvolle motorfietsen uit het begin van de 20e eeuw werd de smering verzorgd met een handpomp, maar de Holden-motorfietsen hadden al een oliepomp in de motor.
De eerste versie van de Holden motorfiets had nog luchtkoeling, maar men moest door warmteproblemen al snel overschakelen op waterkoeling. 

### Problemen
De eindoverbrenging rechtstreeks op het achterwiel, zonder een koppeling, was waarschijnlijk de achilleshiel van de machine. Bij elke stop sloeg de motor af, en waarschijnlijk lukte het aanfietsen ook niet, want uiteindelijk verdwenen de pedalen op het voorwiel zelfs. Vanaf 1901 begonnen de eerste veel lichtere motorfietsen op de markt te komen, meestal voorzien van motorblokjes van het vasteland van Europa, zoals Minerva, Antoine of Fafnir. Door hun riemaandrijving waren ze veel makkelijker aan te fietsen. Bovendien moet het rijden met de Holden een zeer schokkerige aangelegenheid zijn geweest. Dat probleem had de Hildebrand & Wolfmüller ook gekend, door de slechte vliegwielwerking van het achterwiel. Voor de Holden kwamen daar de vier gelijklopende zuigers nog bij. Toch werd de productie pas in 1903 beëindigd.

## Henry Capel Holden
Sir Henry Lofft Capel-Holden was in 1856 in Cheltenham geboren. Hij kreeg een militaire opleiding in Ipswich en trad in 1875 in dienst bij de Royal Artillery. Hij hield zich daar ook bezig met wetenschappelijke projecten en in 1895 werd hij lid van de Royal Society. In die tijd werd hij lid van de Automobile Club of Great Britain en maakte hij deel uit van de lobby voor afschaffing van de Red Flag Act, die de ontwikkeling van gemotoriseerde voertuigen hinderde. Volgens die wet moest er iemand met een rode vlag voor een locomobiel uit lopen en daarmee waren snelheden hoger dan stapvoets zinloos. Bij de Automobile Club trad hij op als jurylid bij wedstrijden. Hij was sterk geïnteresseerd in voertuigtechniek. Ook in het Britse leger werkte hij daaraan als lid van het Committee on Mechanical Transport van het War Office en als lid van de Council of the Institution of Electrical Engineers. In 1906 ontwierp hij het Brooklands circuit. Hij verliet het leger als brigadegeneraal. In 1920 werd hij directeur van BSA en in 1921 werd hij voorzitter van de Royal Aero Club.
Henry Capel Holden overleed op 30 maart 1937 op 80-jarige leeftijd.